# Tico-tico-ardósia
Tico-tico-ardósia  (Atlapetes schistaceus) é uma espécie de ave da família Fringillidae.
Pode ser encontrada nos seguintes países: Colômbia, Equador, Peru e Venezuela.